# Тотхами
Тотхами (груз. თოთხამი, арм. Թոթխամ) — село в Грузии, на территории Ахалкалакского муниципалитета края (мхаре) Самцхе-Джавахети.

## География
Село находится в южной части Грузии, к востоку от реки Паравани, на расстоянии приблизительно 4 километров (по прямой) к северу от города Ахалкалаки, административного центра муниципалитета. Абсолютная высота — 1681 метр над уровнем моря.

## Население
По результатам официальной переписи населения 2014 года, в Тотхами проживало 167 человек (80 мужчин и 87 женщин). В национальной структуре населения армяне составляли 98,8 %, грузины — 1,2 %.
| Год  | Население, человек |
| ---- | ------------------ |
| 2002 | 313                |
| 2014 | ↘ 167              |